# Leiria
Leiria (lɐiˈɾiɐ) è un comune portoghese di 128 616 abitanti situato nella storica provincia di Beira Litorale, nel Portogallo centrale. La città si trova nel distretto di Leiria.
È posta ai margini orientali della foresta di Pinhal de Leiria che i monaci di Alcobaça impiantarono nel XII secolo per frenare l'avanzata delle dune sabbiose del litorale oceanico. La pineta che separa Leiria dal mare è di proprietà dello Stato ed è sfruttata per la produzione di legno, resina e trementina. In passato fornì il legno per la costruzione dei vascelli dei navigatori portoghesi.

## Storia
In epoca romana Leiria era una stazione sulla importante via che da Olisipo (Lisbona) attraverso Conimbriga (Coimbra) portava a Bracara Augusta (Braga). Occupata dagli Arabi fu al centro dei combattimenti fra Musulmani e Cristiani e fu poi la sede preferita da Dionigi del Portogallo re del Portogallo dal 1279 al 1325 e della regina Isabella. La città seguì poi le vicende della storia portoghese senza esserne protagonista. Lo scrittore José Maria Eça de Queiroz (1845-1900) considerato il maggior prosatore portoghese, nel suo romanzo "O crime de padre Amaro" del 1874 dà un quadro, molto vivace e mordace allo stesso tempo, della vita della città ai suoi tempi. Oggi è sede d'industrie e commerci e conserva tracce del passato nel castello merlato e con due torri quadrangolari che la domina dall'alto di una collina, nel quartiere della Baixa alla base della collina del castello con le sue vie strette fiancheggiate da case modeste, nella Cattedrale eretta nel 1545 e nella chiesa romanica di São Pedro.
Ad est del centro su un colle con ampia veduta sulla città sorge il Santuário de Nossa Senhora da Encarnação della fine del Cinquecento. 
Attraversando la pineta, che si estende per 20 km lungo l'Oceano e 5 km di larghezza si raggiunge la costa lungo la quale si trovano eleganti insediamenti turistici, un centro termale (Monte Real) ed anche un'antica vetreria fondata dagli inglesi nel 1748 nella cittadina di Marinha Grande.

## Società

### Evoluzione demografica
| Popolazione di Leiria (1801 – 2004) | Popolazione di Leiria (1801 – 2004) | Popolazione di Leiria (1801 – 2004) | Popolazione di Leiria (1801 – 2004) | Popolazione di Leiria (1801 – 2004) | Popolazione di Leiria (1801 – 2004) | Popolazione di Leiria (1801 – 2004) | Popolazione di Leiria (1801 – 2004) | Popolazione di Leiria (1801 – 2004) |
| ----------------------------------- | ----------------------------------- | ----------------------------------- | ----------------------------------- | ----------------------------------- | ----------------------------------- | ----------------------------------- | ----------------------------------- | ----------------------------------- |
| 1801                                | 1849                                | 1900                                | 1930                                | 1960                                | 1981                                | 1991                                | 2001                                | 2004                                |
| 37 930                              | 29 803                              | 54 422                              | 55 234                              | 82 988                              | 96 517                              | 102 762                             | 119 847                             | 124 701                             |

## Monumenti e luoghi d'interesse
- Cattedrale dell'Immacolata Concezione, edificio di epoca rinascimentale, in stile manierista e barocco.

## Freguesias
| - Amor - Arrabal - Azoia - Bajouca - Barosa - Barreira - Bidoeira de Cima - Boa Vista - Caranguejeira - Carreira - Carvide - Chainça - Coimbrão - Colmeias | - Cortes - Leiria - Maceira - Marrazes - Memória - Milagres - Monte Real - Monte Redondo - Ortigosa - Parceiros - Pousos - Regueira de Pontes - Santa Catarina da Serra - Santa Eufémia - Souto da Carpalhosa |

## Amministrazione

### Gemellaggi
- Maringá
- Saint-Maur-des-Fossés
- Tokushima
- Setúbal
- Olivenza
- Rheine
- Halton
- São Filipe
- Tongling
- Nampula
- San Paolo

## Sport

### Calcio
- La principale squadra è l'União Leiria militante in Segunda Divisão.